# Double Vision (Foreigner-Album)
Double Vision ist das zweite Studioalbum der amerikanisch-britischen Rockband Foreigner. Es wurde am 20. Juni 1978 von ihrem Musiklabel Atlantic Records veröffentlicht.

## Hintergrund
Das Album wurde von Dezember 1977 bis März 1978 in den Sound City Studios in Van Nuys, Kalifornien aufgenommen. Produziert wurde es von Keith Olsen – dessen einzige Produktion für die Band –, Mick Jones und Ian McDonald. Letztmals ist Ed Gagliardi am Bass zu hören, bevor er die Band verlassen musste und durch Rick Wills ersetzt wurde. Mit Tramontane ist das einzige Instrumentalstück auf einer Studioplatte der Band zu hören. Mick Jones übernahm den Leadgesang bei Back Where You Belong und I Have Waited So Long.

## Titelliste
| Nr. | Titel                   | Text         | Musik        | Länge |
| --- | ----------------------- | ------------ | ------------ | ----- |
| 1.  | Hot Blooded             | Lou Gramm    | Mick Jones   | 4:28  |
| 2.  | Blue Morning, Blue Day  | Gramm, Jones | Jones        | 3:12  |
| 3.  | You’re All I Am         | Jones        | Jones        | 3:24  |
| 4.  | Back Where You Belong   | Jones        | Jones        | 3:14  |
| 5.  | Love Has Taken Its Toll | Gramm        | Ian McDonald | 3:29  |

| Nr.          | Titel                     | Text         | Musik                         | Länge |
| ------------ | ------------------------- | ------------ | ----------------------------- | ----- |
| 6.           | Double Vision             | Gramm, Jones | Jones                         | 3:44  |
| 7.           | Tramontane (Instrumental) |              | Al Greenwood, McDonald, Jones | 3:56  |
| 8.           | I Have Waited So Long     | Jones        | Jones                         | 4:07  |
| 9.           | Lonely Children           | Jones        | Jones                         | 3:37  |
| 10.          | Spellbinder               | Gramm        | Jones                         | 4:45  |
| Gesamtlänge: | Gesamtlänge:              | Gesamtlänge: | Gesamtlänge:                  | 37:55 |

| Nr.          | Titel              | Autor(en)                                  | Länge |
| ------------ | ------------------ | ------------------------------------------ | ----- |
| 11.          | Hot Blooded (live) |                                            | 6:58  |
| 12.          | Love Maker (live)  | Betty Wright, Clarence Reid, Willie Clarke | 6:49  |
| Gesamtlänge: | Gesamtlänge:       | Gesamtlänge:                               | 52:01 |

## Kommerzieller Erfolg

### Chartplatzierungen
Das Album erreichte Platz drei der Billboard 200 und Platz 32 im Vereinigten Königreich.
| ChartsChartplatzierungen       | Höchstplatzierung | Wochen |
| ------------------------------ | ----------------- | ------ |
| Vereinigte Staaten (Billboard) | 3 (88 Wo.)        | 88     |
| Vereinigtes Königreich (OCC)   | 32 (5 Wo.)        | 5      |

### Auszeichnungen für Musikverkäufe
| Land/Region               | Auszeichnungen für Musikverkäufe (Land/Region, Auszeichnung, Verkäufe) | Verkäufe  |
| ------------------------- | ---------------------------------------------------------------------- | --------- |
| Kanada (MC)               | 2× Platin                                                              | 200.000   |
| Vereinigte Staaten (RIAA) | 7× Platin                                                              | 7.000.000 |
| Insgesamt                 | 9× Platin ·                                                            | 7.200.000 |